# いすゞビルドライフ
いすゞビルドライフ株式会社（いすずビルドライフ）は、神奈川県横浜市に本社を置き、賃貸管理・売買仲介・リフォーム・不動産コンサル業などを行う日本の゙企業。
いすゞ自動車の完全子会社である。

## 沿革
- 1965年（昭和40年） 9月 - 親会社のスミダ不動産株式会社が創立。
- 1974年（昭和49年） 7月 - スミダ不動産株式会社の子会社としてスミダビル管理株式会社（当社）設立。
- 1988年（昭和63年）10月 - いすゞビル管理株式会社へ商号変更（なお、親会社のスミダ不動産株式会社は1982年4月にいすゞ興産株式会社へ、さらに1989年2月にいすゞ不動産株式会社へ商号変更）。
- 1991年（平成3年） - フラワーショップ「ベルクレール」事業開始。
- 1999年（平成11年）
  - 3月 - いすゞ不動産株式会社から営業の一部を譲受し、同時に株式会社新和からも営業譲受。
  - 4月 - いすゞ不動産株式会社をいすゞ自動車株式会社が吸収合併。
  - 4月 - いすゞエステート株式会社へ商号変更。
- 2001年（平成13年） 4月 - いすゞ建設株式会社を吸収合併。
- 2003年（平成15年） 1月 - 当社よりビルメンテナンス事業を新設分割して、いすゞビルメンテナンス株式会社を設立。
- 2022年（令和4年）5月 - 本社を東京都品川区南大井から神奈川県横浜市西区の横濱ゲートタワーに移転。

## 事業所所在地
- 本社 - 神奈川県横浜市西区高島（横濱ゲートタワー）
- 藤沢営業部 - 神奈川県藤沢市土棚